# Кученяево (Чувашия)
Кученя́ево (чув. Кученяево) — посёлок Алатырского района Чувашской Республики. Относится к Алтышевскому сельскому поселению.

## Географическое положение
Посёлок расположен в 9 км к востоку от районного центра, Алатыря. Ближайшая железнодорожная станция Алатырь там же. До центра поселения 17,5 км по автодорогам на север.

## История
Деревня Кученяевские Выселки появилась в 1859 году. Первыми жителями были переселенцы из села Кученяево Ардатовского уезда, мордва (эрзяне), этим и обусловлено название.
До 1866 года были государственными крестьянами. Занятия населения в этот период — земледелие, животноводство, пчеловодство, лесозаготовки, местные промыслы.
Согласно подворной переписи 1911 года, в посёлке Кученяевский проживало 22 семьи. 20 хозяйств арендовали землю, в основном пашню. Имелось 22 взрослых лошади и 10 жеребят, 20 коров и 15 телят (а также 8 единиц прочего КРС), 96 овец и коз. Почва преобладала песчаная, сеяли озимую рожь и яровой овёс, также сажали картофель. Из сельскохозяйственных орудий имелось 9 плугов. 16 мужчин занимались лесными, а трое — сельскохозяйственными работами.
В 1919 году Выселки, ранее располагавшиеся на низком правом берегу Суры, были перенесены на современное место.
В 1927 году получили нынешнее название и статус посёлка.
В 1930 году основан колхоз «Красная Мордовия». В 1951 году колхоз был включён в состав колхоза «Красная Звезда», потом в колхоз «Путь Ильича», а с 1983 года Кученяево входит в колхоз «Знамя», ныне реорганизованный в сельскохозяйственный кооператив «Знамя».

### Административная принадлежность
До 1927 года посёлок относился к Алатырской волости Алатырского уезда Симбирской губернии. С 1927 года посёлок относился к Засурско-Безднинскому (Засурскому в 1935—39 годах) сельсовету Алатырского района, с 2004 года включённому в Алтышевское сельское поселение.

## Население
| 2010 | 2012 |
| ---- | ---- |
| 22   | ↗30  |

Число дворов и жителей:
- 1897 год — 16 дворов, 29 мужчин, 27 женщин.
- 1910 год — 22 двора, 50 мужчин, 49 женщин, из них 7 грамотных и учащихся[3].
- 1927 год — 28 дворов, 96 мужчин, 95 женщин.
- 1939 год — 47 хозяйств[4], 116 мужчин, 135 женщин.
- 1979 год — 55 мужчин, 76 женщин.
- 2002 год — 28 дворов, 54 человека: 26 мужчин, 28 женщин, мордва (85 %)[7].
- 2010 год — 13 частных домохозяйств, 22 человека: 8 мужчин, 14 женщин[2].